# Michu (Fußballspieler)
Michu (* 21. März 1986 in Oviedo; bürgerlich Miguel Pérez Cuesta) ist ein ehemaliger spanischer Fußballspieler. Er spielte im Mittelfeld und wurde dort vorrangig zentral eingesetzt.

## Karriere
Michu wuchs in Oviedo auf und spielte beim dortigen Fußballverein Real seit 2003 zunächst in der Jugendabteilung. Später wurde er auch in den Kader der ersten Mannschaft übernommen, wechselte jedoch 2007 zu Celta Vigo. Hier wurde er vorerst nur im B-Team eingesetzt, spielte sich jedoch gegen Ende der Saison auch in den ersten Kader und wurde in den nächsten Jahren fester Bestandteil der Mannschaft. In der Spielzeit 2010/11 nahm er mit Vigo an den Play-offs zum Aufstieg in die Primera División teil, scheiterte jedoch im Elfmeterschießen am FC Granada. Ihm persönlich gelang jedoch der Aufstieg, da er ablösefrei zu Rayo Vallecano wechselte. Dort wurde er auf Anhieb Stammspieler und mit 16 Toren in 37 Ligaspielen – mehr als zuvor in vier Jahren bei Vigo – eine der Überraschungen der Saison. Mitte Juli 2012 wechselte er für eine Ablösesumme von etwa 2,5 Millionen Euro zum walisischen Premier-League-Klub Swansea City.
Zur Saison 2014/15 wechselte Michu auf Leihbasis in die italienische Serie A zum SSC Neapel. Nach der Rückkehr aus Italien kam Michu für Swansea nicht mehr zum Einsatz; sein Vertrag wurde am 9. November 2015 in beiderseitigem Einvernehmen aufgelöst.
Wenige Tage nach seiner Vertragsauflösung in Wales wechselte Michu zum spanischen Viertligisten UP Langreo, der von seinem Bruder trainiert wird. Er unterschrieb einen Vertrag bis Ende Juni 2016.
Am 25. Juli 2017 beendete Michu mit 31 Jahren seine Karriere als Profifußballer. Der Grund war eine langwierige Verletzung des rechten Knöchels.

## Erfolge
- League Cup: 2013